# Медераш (комуна, Харгіта)
Медераш (рум. Mădăraș) — комуна у повіті Харгіта в Румунії. До складу комуни входить єдине село Медераш.
Комуна розташована на відстані 230 км на північ від Бухареста, 14 км на північ від М'єркуря-Чука, 93 км на північ від Брашова.

## Населення
У 2009 році у комуні проживали 2236 осіб.

## Зовнішні посилання
- Дані про комуну Медераш на сайті Ghidul Primăriilor [Архівовано 14 лютого 2009 у Wayback Machine.]